# 海底電信線保護万国聯合条約罰則
海底電信線保護万国聯合条約罰則（かいていでんしんせんほごばんこくれんごうじょうやくばっそく、大正5年法律第20号）は、海底電信線保護万国連合条約による海底電信線を損壊して通信を障碍しまたは障碍すべき危険を生せしめたる者の処罰に関する法律で、刑法に対する特別法である。
当初、海底電信線保護万国聯合条約罰則（明治18年太政官布告第18号）として制定され、これを廃止して制定された海底電信線保護万国聯合条約罰則（明治35年法律第27号）を更に全面改正して制定された。なお、「海底電信線保護万国聯合条約罰則」は件名ではなく、これが題名である。

## 概要
国際通信のための海底電信線保護万国聯合条約の実施のために制定された。海底電信線保護万国連合条約による海底電信線を損壊して通信を障碍しまたは障碍すべき危険を生せしめたる者は、5年以下の拘禁刑または50万円以下の罰金に処される。
公海に関する条約の締結の際に、公海に関する条約の実施に伴う海底電線等の損壊行為の処罰に関する法律（昭和43年法律第102号）が制定され、公海に関する条約第27条に規定する海底電線を損壊して電気通信を妨害した者を処罰することになったが、公海に関する条約の実施に伴う海底電線等の損壊行為の処罰に関する法律は、海底電信線保護万国聯合条約罰則の対象を除くとして、二つの法律が併存することになった。なお、海底電信線保護万国聯合条約罰則の罰則水準は、公海に関する条約の実施に伴う海底電線等の損壊行為の処罰に関する法律に合わせて改正された。